# Tinca (Bihor)
Tinca è un comune della Romania di 7 682 abitanti, ubicato nel distretto di Bihor, nella regione storica della Transilvania.
Il comune è formato dall'unione di 5 villaggi: Belfir, Girișu Negru, Gurbediu, Rîpa, Tinca.